# Liste des députés de la XIIe législature de la Troisième République française

Cette liste recense les personnes qui ont assuré un mandat de député au cours de la XIIe législature de la IIIe République.
- Haut – A
- B
- C
- D
- E
- F
- G
- H
- I
- J
- K
- L
- M
- N
- O
- P
- Q
- R
- S
- T
- U
- V
- W
- X
- Y
- Z

## A
- Gabriel Abbo
- Jean-Baptiste Abel
- Gaston About
- Léon Abrami
- Léon Accambray
- Henri Aiguier
- Georges-Louis Aimond
- Maurice Ajam
- Ernest Albert-Favre
- Charles Émile Altorffer
- Laurent Amodru
- Georges Ancel
- Georges André-Fribourg
- Louis Andrieux
- Raoul Anglès
- Paul Anquetil
- Louis Antériou
- Joseph Antier
- Georges Antoine
- François Arago
- Léon Archimbaud
- Adrien Artaud
- Alain Albert Leret d'Aubigny
- Jules Aubriot
- Albert Aubry
- Étienne d'Audiffret-Pasquier
- Bernard Augé
- Vincent Auriol
- Henri Auriol
- François Aussoleil
- Henri Avril

## B
- Pierre, Adalbert, Marie-Guilhem de Frottier de Bagneux
- Victor Balanant
- André, Antoine, Marie, Pierre Ballande
- René Baradé
- Léon, Jean-Baptiste Barbé
- Charles, Joseph, Gabriel Barès
- Léon Baréty
- Robert Barillet
- Charles Baron
- Maurice Barrès
- Édouard Barthe
- Joseph Barthélemy
- Georges Barthélemy
- René Bartholoni
- Louis Barthou
- Émile Basly
- Victor, Antoine, Martial Bataille
- Étienne Battle
- Charles, Joseph Baudet
- Armand, Charles de Baudry d'Asson
- Hubert de Bazelaire de Lesseux
- Louis, Marie, Antoine Bazire
- Joseph de Belcastel
- Charles Bellet
- Paul Bénazet
- Léon, Félix, Joseph, Louis Bérard
- Pierre, Charles Berger
- Jean, Émile, Laurent, Michel de Bermond d'Auriac
- César, Léon, Constant Bernard
- Charles Bernard
- Paul Bernier
- Joseph, Marie Bernier
- Alfred, Paul, Louis Berquet
- Marie, Édouard Berthelemot
- André, Pierre, Marie Berthon
- Paul, dit Charles Bertrand
- Jules, Jean, Jacques Bertrand
- Julien Bessonneau
- Léon Betoulle
- Paul Bignon
- Camille Bilger
- Maurice, Charles, Henri Binder
- François Binet
- Camille, Charles, Auguste Blaisot
- Antoine Blanc
- Alexandre, Marius, Henri Blanc dit Alexandre-Blanc
- Victor Blanchet
- Léon, André Blum
- Paul Bluysen
- Adéodat, Emmanuel, Joseph, Jacques Boissard
- Émile Boissel-Dombreval
- Maurice Bokanowski
- Georges, Edouard, Félix Bonnefous
- Joseph-Louis Bonnet
- Marie-Joseph Bonnet de Paillerets
- Laurent, Marie, Benoît Bonnevay
- Victor Bonniard
- Victor Boret
- Antoine Borrel
- Maurice, Albert, Alexandre Bosquette
- Germain, Alexandre Boué
- Ferdinand Bougère
- Maurice Bouilloux-Lafont
- Fernand, Emile, Honoré Bouisson
- Narcisse, Auguste, Noël Boulanger
- Pierre, François Bouligand
- Émile Bourgier
- Georges, Tony Boussenot
- Désiré, Alfred, Fulgence Bouteille
- Jean, Charles, Gaspard Boutton
- Maurice Bouvet
- Léo, Pierre, Joseph, Bouyssou
- Édouard, Amédée Bovier-Lapierre
- Alexandre, Marie Bracke-Desrousseaux
- Jules-Louis Breton
- Aristide Briand
- René Brice
- Louis Bringer
- Médard Brogly
- Emmanuel Brousse
- Jules, Silvère Brunet
- Séraphin, Léopold Buisset
- Ferdinand, Édouard Buisson
- Georges Bureau
- Jules, François Burnet
- Édouard, François Bussat

## E
- Fernand Engerand
- Jean Erlich
- Léon Escoffier
- André Escoffier
- Paul Escudier
- Emmanuel Évain
- Pierre Even
- Raoul Evrard
- Édouard Eymond
- Laurent Eynac

## H
- Marcel Habert
- Louis Hackspill
- Charles, Félix, Marie d'Harcourt
- Ernest Haudos
- Albert Hauet
- Jean, Patrick Hennessy
- James, Richard, Charles Hennessy
- Joseph Hermabessière
- Édouard Herriot
- Alfred, Marie, Joseph Heurtaux
- André Honnorat
- Charles-Olivier Hucher
- Frédéric Hugues
- Guillaume Huguet

## I
- Édouard Ignace
- Albert Inghels
- Vincent Inizan
- Louis d'Iriart d'Etchepare
- Auguste Isaac
- Alexandre Israël

## J
- Jean Jadé
- Jules Jaeger
- Noël Jannin
- Victor Jean
- Jean-Pierre Jean
- Jean dit Renaud Jean
- Maurice Jeantet
- André Join-Lambert
- Pierre Joly dit Jurie-Joly
- Prosper, Joseph Josse
- Paul, Léon Jourdain
- Anatole, Henri, Raoul Jovelet
- Victor Judet
- Jacques de Juigné

## K
- Maurice Kempf
- Hervé de Kéranflec'H-Kernezné
- Gustave Yves Marie Ange de Kerguézec
- Louis-Lucien Klotz

## L
- Henri de La Ferronnays
- Charles, Eugène Lacotte
- Roger Lafagette
- René Lafarge
- Paul Laffont
- Ernest, Louis Lafont
- Joseph, Samuel Lagrosillière
- Louis Lajarrige
- Gaston Lalanne
- Lucien Lamoureux
- Ernest Lamy
- Adolphe Landry
- Henri Laniel
- Ferdinand, Marie, Auguste Baston de Lariboisière
- Charles de Lasteyrie du Saillant
- Elie Dor de Lastours
- Jacques Lauche
- Henri Laudier
- Octave Lauraine
- Gilbert Laurent
- Jean Lavau
- André Lavoinne
- Georges-Auguste Le Bail
- Charles Le Boucq
- René, Auguste, Louis, Paul Le Brecq
- Jean-Maurice Le Corbeiller
- Jean, Baptiste, Charles, René, Marie, Joseph Le Cour Grandmaison
- Jean, Henri, Antoine Le Febvre
- Victor Le Guen
- Louis, Marie, Pierre Le Nail
- Gaston, Henri, Adolphe Le Provost de Launay
- Paul Le Troadec
- Yves Le Trocquer
- Jean-Baptiste Lebas
- Albert Lebrun
- Georges Lecourtier
- René Lefebvre
- François Lefebvre
- Eugène Lefebvre
- Edmond, Joseph Lefebvre du Preÿ
- André, Joseph Lefèvre
- Marcel Leger
- Victor, Marie, Georges Legros
- Jules Lemire
- Julien Lemoine
- Camille Lenoir
- Georges Leredu
- Victor Lesaché
- Jean de Leusse
- Arthur, Florentin Levasseur
- Georges Lévy
- Jean, Claude, Georges Leygues
- Félix Liouville
- Jules Lobet
- Jean Locquin
- Maurice Long
- Henri Lorin
- Louis Loucheur
- René de Ludre-Frolois
- Jules Auguste Georges Lugol
- Henri, Jules, Albert des Lyons de Feuchin

## O
- Alfred Oberkirch
- Jean Ossola
- Henri Oudin
- Ernest Outrey
- Albert Ouvré

## Q
- Bernard Quenault de La Groudière
- Henri Queuille

## R
- Alfred Rabouin
- Flaminius Raiberti
- Pierre Rameil
- François de Ramel
- Eugène, Jean-Jacques Raynaldy
- Maurice, Étienne Raynaud
- Francisque, Romain Regaud
- Henri Regnier
- Étienne Regnier
- Charles Reibel
- François Reille-Soult-Dalmatie
- André, Marie, Jacques Renard
- Ambroise Rendu
- Achille René-Boisneuf
- Louis Revault
- Victor, Alexis Reymonenq
- Paul Reynaud
- Raphaël, Alphonse, René Rhul
- Humbert, Joseph, Marie Richard
- Humbert, Jean, Joseph, Frédéric Ricolfi
- Henri, Marie, Victor Rillard de Verneuil
- Louis, Emile, Célestin Ringuier
- Alphonse, Jean, Marie Rio
- Pierre, Claude Robert dit Pierre-Robert
- Victor, Louis, Marie Robic
- Camille Rocher
- Victor Rochereau
- Henri, Marie, Théophile, Joseph de Rodez-Bénavent
- Étienne Rognon
- Louis, Marie, Joseph, Etienne Rollin
- Gaston Roques
- Henri, Théodore, Clair, Jean, Denis, Louis Roquette
- Maurice, Edmond, Charles de Rothschild
- Guillaume des Rotours
- Alain de Rougé
- Henry, Georges, Adrien Roulleaux-Dugage
- Charles, Jean, Victor Roux
- Pierre, Arthur Roux-Freissineng
- Arthur Rozier
- Charles, Félix, Henri, Marie, Anne Ruellan

## T
- Pierre Taittinger
- Georges de Talhouet-Roy
- Paul Tapponnier
- André, Pierre, Gabriel, Amédée Tardieu
- Jean Taurines
- Émile, Henri Ternois
- Laurent, Constant Theveny
- Georges Thibout
- Yves, Marie, Julien Thomas
- Albert Thomas dit Albert-Thomas
- Gaston, Arnold, Marie Thomson
- Robert Thoumyre
- Louis Tilhet
- Jean du Tinguy du Pouët
- Charles, Marie, Adrien Tisseyre
- Georges Tixier
- Aimé Tranchand
- Antoine Trincard-Moyat

## U
- Jules Uhry

## V
- Paul, Charles Vaillant-Couturier
- Sabinus Valière
- Xavier Vallat
- Pierre Vallette-Viallard
- Pierre Valude
- Georges, Jean, Baptiste, Joseph Vandame
- Alexandre, Claude Varenne
- Charles, Henri Vavasseur
- Constant Verlot
- Julien Verniers
- Pierre Viala
- Gaston Vidal
- Jean Villault-Duchesnois
- Clément, Gabriel Villeneau
- Emile, Jules, Olivier Vincent
- Charles Vincent dit Daniel-Vincent
- René Viviani
- Pierre Voyer

## W
- Michel Walter
- Édouard de Warren
- Guy de Wendel
- François de Wendel
- Émile Wetterlé

## Y
- Jean Ybarnégaray